# Ga khu phức hợp chính phủ Gwacheon
Ga khu phức hợp Chính phủ Gwacheon (Tiếng Hàn: 정부과천청사역, Hanja: 政府果川廳舍驛) là ga tàu điện ngầm trên Tàu điện ngầm vùng thủ đô Seoul tuyến 4 nằm ở Byeolyang-dong và Jungang-dong, Gwacheon-si, Gyeonggi-do.

## Lịch sử
- 1 tháng 4 năm 1994: Với việc khai trương Tuyến Gwacheon, hoạt động bắt đầu với tên gọi Ga phức hợp Chính phủ tổng hợp thứ 2 (第2綜合廳舍驛)
- 15 tháng 5 năm 1998: Khi Khu liên hợp chung thứ 2 được đổi tên thành Khu phức hợp Chính phủ Gwacheon, tên ga được đổi thành Ga Khu phức hợp Chính phủ Gwacheon.
- 1 tháng 12 năm 2009: Loại bỏ nhà ga bán vé đường sắt
- 1 tháng 7 năm 2013: Lắp đặt cửa chắn sân ga

## Bố trí ga
| ↑ Gwacheon  |
| \| ２       |
| Indeogwon ↓ |

| １ | ● Tuyến 4 | ← Hướng đi Jinjeop |
| ２ | ● Tuyến 4 | → Hướng đi Oido →  |

## Xung quanh nhà ga
- Đồn cảnh sát Gwacheon
- Sở cứu hỏa Gwacheon
- Trung tâm công dân Gwacheon
- Tòa thị chính Gwacheon
- Ủy ban biên soạn lịch sử quốc gia
- Chi nhánh E-Mart Gwacheon
- Khu phức hợp Chính phủ Gwacheon
  - Bộ Tư pháp
  - Cơ quan điều tra tội phạm công chức cấp cao
  - Ủy ban Truyền thông Hàn Quốc
  - Quản lý Chương trình Mua sắm Quốc phòng
  - Cơ quan quản lý an toàn thực phẩm và dược phẩm Georgian
  - Văn phòng quản lý đất đai khu vực Seoul
  - Ủy ban giám sát tổng hợp ngành cờ bạc
- Ủy ban bầu cử quốc gia
- Trung tâm phúc lợi cộng đồng Gwacheon
- Tháp Kolon (Trụ sở chính của Tập đoàn Kolon)